# Imani Hakim
Imani Hakim (Cleveland, 12 de agosto de 1993) é uma atriz americana, conhecida por interpretar Tonya Rock no seriado de TV Everybody Hates Chris (título no Brasil de "Todo Mundo Odeia o Chris").

## Biografia
Hakim nasceu e foi criado em Cleveland, Ohio. Ela tem dois irmãos mais velhos e três irmãos mais novos. Quando ela tinha sete anos, ela estudou atuação no Karamu House Theatre em Cleveland. Ela convenceu seus pais a permitir que ela seguisse uma carreira profissional de atriz quando tinha 11 anos e se mudou para Los Angeles com seu pai para encontrar trabalho.Eles viviam desabrigados durante esse período e freqüentemente dormiam em seus carros. No entanto, dentro de alguns meses, ela conseguiu seu primeiro papel como a irmã mais nova de Chris, Tonya, em Everybody Hates Chris. A série esteve no ar por quatro temporadas.Durante esse tempo, ela foi educada em casa.
Aos sete anos, Imani começou a estudar teatro e cinema em Karamu House. Ela também estudou na escola Alexander's Workshop (Oficina do Alexander, em português) em Lakewood, na California, e na escola The Young Actor's Space (Espaço para Jovens Atores, em português) em Burbank, também na California.

## Carreira
Ela mora em Parynchelvelain com seu pai e dois irmãos. Interpretou Tonya Rock no sitcom estadunidense Everybody Hates Chris (Todo Mundo Odeia o Chris). Imani Hakim é a mais jovem do elenco da série. Antes de interpretar Tonya Rock, Imani também fez uma aparição na série Wizards of Waverly Place, no episódio “Ajudante de Maratona”, da 3ª temporada da série. Ela também fez uma pequena participação nas séries CSI - Investigação Criminal e Zack & Cody, e fez o filme The Gabby Douglas Story (2014), que conta a história da ginasta americana Gabby Douglas. No ano seguinte, ela atuou como coadjuvante no filme Chocolate City, estrelado por Robert Ri'chard.
Em 2020, ela interpretou o papel principal de Dana, uma testadora de videogame, na série de comédia da Apple TV+ Mythic Quest. A série foi renovada para uma terceira temporada em 2021.Ela também co-estrelou o filme Dinner Party em 2020.

## Vida pessoal
Hakim é vegana. Ela gosta de pintar em seu tempo livre.

## Filmografia
| Ano       | Titulo                         | Personagem          |
| --------- | ------------------------------ | ------------------- |
| 2005–2009 | Todo mundo odeia o Chris       | Tonya               |
| 2006      | CSI: Crime Scene Investigation | Darcy               |
| 2007      | Reign Over Me                  | Jocelyn Johnson     |
| 2008      | The Replacements               | Tiffany             |
| 2009      | ER                             | Anastasia Johnson   |
| 2009      | Wizards of Waverly Place       | Jump Rope Girl      |
| 2014      | The Gabby Douglas Story        | Gabby Douglas       |
| 2015      | Chocolate City                 | Carmen              |
| 2016      | Sharknado: The 4th Awakens     | Gabrielle           |
| 2017      | Chocolate City: Vegas Strip    | Carmen              |
| 2017      | Sollers Point                  | Cadance             |
| 2017      | Burning Sands                  | Rochon              |
| 2018      | Down for Whatever              | Sonya               |
| 2018      | Cam                            | Hannah Darin / Baby |
| 2020      | Mythic Quest                   | Dana                |